# نسیم نقولا طالب
نسیم نیکلاس طالب

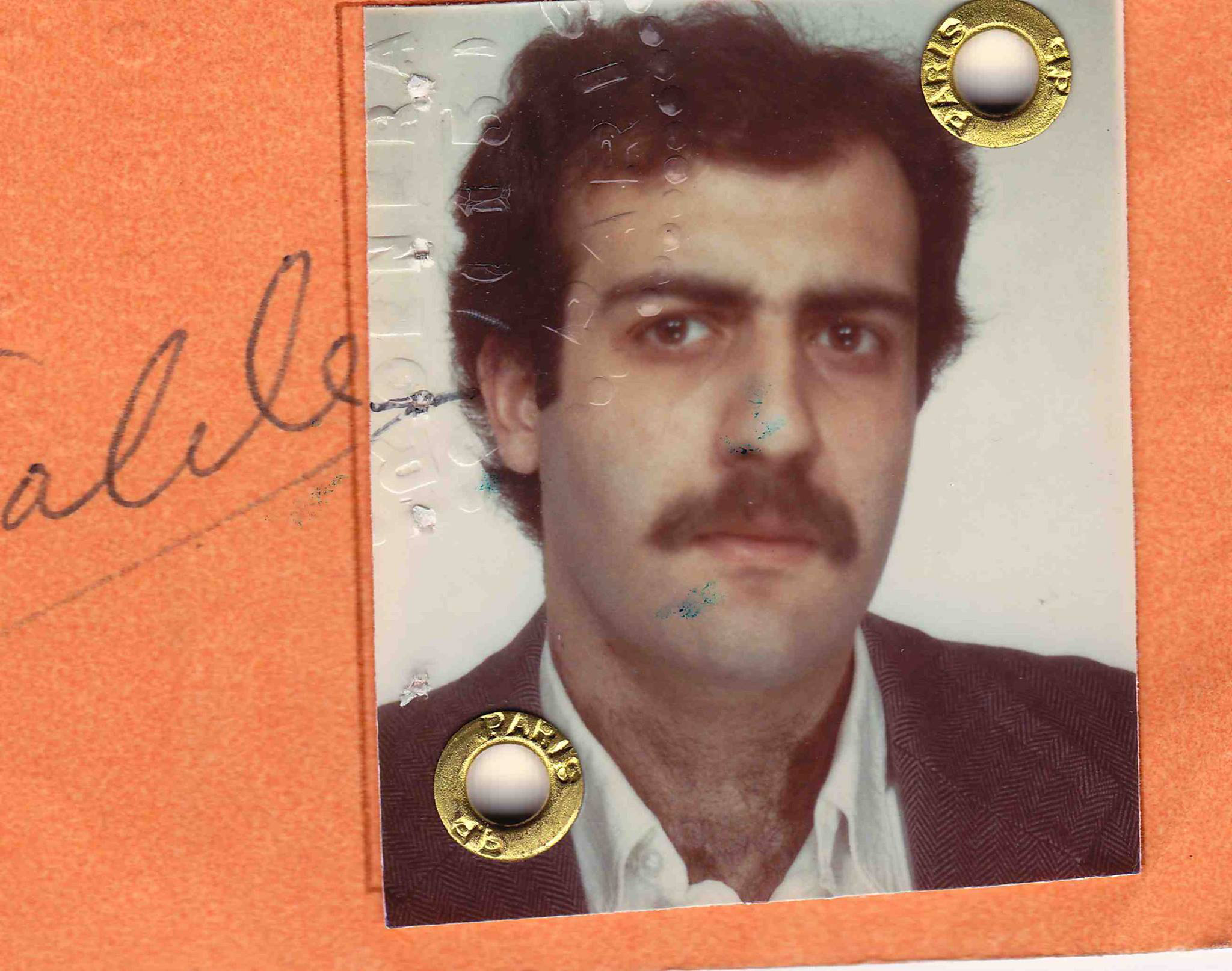
نسیم طالب در دوران دانشجویی ۱۹۸۰

(متولد ۱۲ سپتامبر ۱۹۶۰) نویسنده، دانشمند، آماردان ریاضی، تحلیل‌گر سابق بازار معامله، تحلیل‌گر ریسک و نگارنده جملات قصار لبنانی-آمریکایی است. عمده آثار او بر مسائل تصادفی، احتمالات، پیچیدگی و عدم قطعیت متمرکز است.
طالب نویسنده‌ی Incerto، اثری پنج-جلدی درباره‌ی ماهیت عدم قطعیت است که بین سال‌های ۲۰۰۱ تا ۲۰۱۸ منتشر شده است (برجسته‌ترین آنها، قوی سیاه و پادشکنندگی). او در چندین دانشگاه تدریس کرده و از سپتامبر ۲۰۰۸ به عنوان استاد ممتاز مهندسی ریسک در مدرسه مهندسی تندن دانشگاه نیویورک مشغول به کار است. او هم چنین در زمینه فاینانس ریاضی، تجارت در وال استریت، مشاوره سرمایه‌گذاری فعالیت کرده‌است. او شاغل در زمینهٔ مالیه ریاضیاتی، مدیر صندوق پوشش ریسک، مدیر معامله‌گر با ابزار مشتقه نیز بوده، و هم‌اکنون به عنوان مشاور علمی مارک اسپیتزنیگل فعالیت می‌کند. کتاب قوی سیاه او، که در سال ۲۰۰۷ منتشر شد، در ارزیابی ساندی تایمز به عنوان یکی از ۱۲ کتاب اثرگذار بعد از جنگ جهانی دوم توصیف شده‌است.
طالب از روشهای مدیریت ریسک مورد استفادهٔ صنعت فاینانس انتقاد کرد و در خصوص بحران‌های مالی هشدار داد و متعاقباً از بحران مالی ۲۰۰۸-۲۰۰۷ منتفع شد. او مدافع چیزیست که آن را یک جامعه «مقاوم نسبت به قوی سیاه» می‌خواند، به این معنا که جامعه بتواند رخدادهایی که پیش‌بینی شان سخت است را تحمل کند. او "پادشکنندگی" در سیستم‌ها را پیشنهاد می‌کند که به معنای منتفع شدن و رشد از رخدادها، خطاها و نوسانات تصادفی است
او لیسانس و فوق لیسانس خود را از دانشگاه پاریس، ام بی ای از مدرسه وارتون دانشگاه پنسیلوانیا، و دکترای علوم مدیریت را از دانشگاه پاریس (دوفین) گرفته‌است. او به انگلیسی، فرانسوی، عربی کلاسیک مسلط است و از لحاظ محاوره‌ای به ایتالیایی و اسپانیایی مسلط است و می‌تواند متون کلاسیک به یونانی، لاتین، آرامی و عبری باستان را علاوه بر کنعانی بخواند.

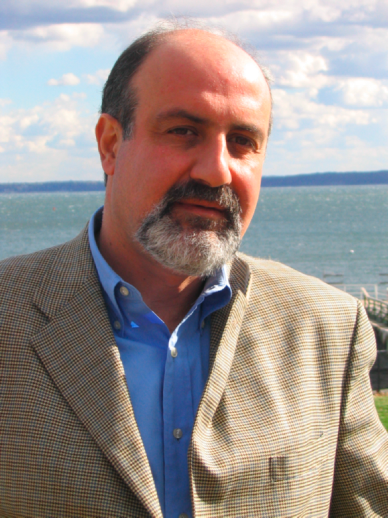
"در حالی که در تئوری، تصادفی بودن خاصیتی ذاتیست، در عمل، تصادفی بودن اطلاعات ناکامل است."

## ایده‌ها و نظریه‌ها
کتاب «تختخواب پروکروستس» طالب مسئله اصلی را خلاصه می‌کند: «ما انسان‌ها، که با محدودیت‌های دانش و چیزهایی که مشاهده نمی‌کنیم، چیزهای دیده نشده و ناشناخته روبرو هستیم، با چلاندن زندگی و جهان به صورت ایده‌های جذاب کالایی شده، تنش را برطرف می‌کنیم». طالب با رویکردهای افلاطونی (یعنی نظری) به واقعیت مخالف است؛ این رویکردها مردم را جای این که اصلاً نقشه ای وجود نداشته باشد، به سمت نقشه نادرستی از واقعیت سوق می‌دهد. او با بیشتر نظریه‌پردازی‌های علوم اقتصادی و بزرگ اجتماعی مخالف است، این نظریه‌ها از نظر وی، به شدت از مشکل استفاده بیش از حد از نظریه اشکال افلاطون رنج می‌برد. او براساس این و سایر سازه‌ها، از آنچه او را «جامعه مقاوم قوی سیاهی» می‌نامد، دفاع می‌کند، به معنای جامعه ای که می‌تواند در مقابل وقایع دشوار به پیش‌بینی تاب بیاورد.
او همچنین پیشنهاد کرده‌است که سیستم‌های بیولوژیکی، اقتصادی و سایرین توانایی بهره‌مندی و رشد از نوسانات - از جمله انواع خاص خطاها و وقایع تصادفی - را دارند؛ مشخصه ای از این سیستم‌ها که وی آن را پادشکنندگی می‌نامد. وی همچنین معتقد است که دانشگاه‌ها در روابط عمومی و مدعی اعتبار شدن بهترند تا ایجاد دانش. او استدلال می‌کند که دانش و فناوری معمولاً توسط آنچه او "سرهم بندی تصادفی " می‌نامد ایجاد می‌شود و نه با تحقیق هدایت شده از بالا به پایین، : 182  و آزمایش مشابه گزینه را به عنوان راهی برای بهبود عملکرد نسبت به تحقیقات هدایت شده به عنوان یک شیوه روش اکتشاف علمی پیشنهاد داده، رویکردی که او آن را سرهم‌بندی مقعر می‌نامد. : 181ff, 213ff, 236ff 
طالب خواستار لغو جایزه نوبل در اقتصاد شده و گفت: خسارت ناشی از تئوری‌های اقتصادی می‌تواند ویران کننده باشد. او با دانش از بالا به پایین به عنوان یک توهم آکادمیک مخالف است. طالب همراه با اسپن گاردر هاگ، اظهار می‌کند که قیمت گذاری اختیارهای معامله به روش «اکتشافی» توسط اپراتورها تعیین می‌شود، نه توسط یک مدل، و مدل‌ها مانند «درس دادن به پرندگان در مورد نحوه پرواز» هستند. معلم و نویسنده پابلو تریانا با استناد به هاگ و طالب، این موضوع را مورد کاوش قرار داده‌است و می‌گوید شاید حق با طالب باشد که اصرار داشته باشد که با بانک‌ها به عنوان ادارات فراهم آورنده کالاهای عمومی برخورد شود که از پذیرفتن ریسک احتمالاً مهلک بازداشته شوند، اما صندوق‌های پوشش ریسک و دیگر نهادهایی که تابع مقررات نیستند باید بتواند هر آنچه می‌خواهند بکنند.
نوشته‌های طالب در مورد خطای مقایسه تصادفی بودن در دنیای واقعی با «تصادفی ساختارمند» در فیزیک کوانتومی که در آن احتمالات به‌طور قابل ملاحظه ای قابل محاسبه هستند و بازی‌های شانس مانند کازینوهایی که احتمال در آنها به‌طور مصنوعی ساخته می‌شود بحث می‌کنند. طالب این را " مغالطه لودی " می‌نامد. استدلال او بر این عقیده است که مدلهای پیش‌بینی شده براساس تئوری اشکال افلاطون، به سمت خلوص ریاضی گرایش پیدا کرده و برخی از ایده‌های کلیدی را در نظر نمی‌گیرند، مانند: عدم امکان در اختیار داشتن تمام اطلاعات مربوطه، این که تغییرات ناشناخته کوچک در داده‌ها می‌تواند تأثیر بسیار زیادی داشته باشد، و تئوری‌ها / مدل‌هایی که مبتنی بر داده‌های تجربی هستند و نمی‌توانند حوادثی را که اتفاق نیفتاده است اما می‌توانند رخ دهند در نظر بگیرند. او با بحث در مورد مغالطه لودیک در قوی سیاه، می‌نویسد: "دیدن بخش تاریک ماه سخت تر است؛ تاباندن پرتوی چراغ روی آن انرژی بر است. به همین ترتیب، تاباندن پرتوی نور بر نادیده، از لحاظ تلاش هم محاسباتی و هم ذهنی، پرهزینه است. "
طالب چالش اصلی خود را نگاشت دادن عقاید خود در مورد "استحکام" و " پاد شکنندگی " توصیف کرده‌است، یعنی نحوه زندگی و عمل در دنیایی که ما نمی‌فهمیم و ایجاد مقاومت نسبت به حوادث قوی سیاه. طالب ایده "ربع چهارم" را در حوزه قرار گرفتن در معرض معرفی کرد. یکی از کاربردهای آن در تعریف او از مؤثرترین (یعنی دارای کمترین شکنندگی) رویکرد مدیریت ریسک است: آنچه او استراتژی «هالتر» می‌نامد و مبتنی بر اجتناب از وسط و به جای آن تأکید بر ترکیب خطی منتهی درجه‌ها، در همه حوزه‌ها از سیاست تا اقتصاد تا زندگی شخصی شخص است. طالب اینها را نسبت به خطاهای تخمین مقاوم تر می‌داند. به عنوان مثال، وی بیان کرده که سرمایه‌گذاری پول در سرمایه‌گذاری‌های با «ریسک متوسط» بی‌معنی است، زیرا محاسبه خطر اگر نه محال، دشوار است. استراتژی ارجح او این است که هم در عین حال بیش از حد محافظه کار باشد و هم بیش از حد پرخاشگر باشد. به عنوان مثال، یک سرمایه‌گذار ممکن است ۸۰ تا ۹۰٪ از پول خود را در ابزارهای مالی بسیار ایمن مانند اوراق خزانه داری قرار دهد، و بقیه به شرطهای سوداگرانه بسیار ریسک و متنوع بروند. یک پیشنهاد جایگزین شرکت در شرط‌بندی‌های بسیار سوداگرانه با ضرر احتمالی بسیار کم است.
طالب اظهار می‌دارد که با اتخاذ این استراتژی‌ها، یک پورتفولیو می‌تواند «مقاوم» باشد، یعنی در معرض مثبت با حوادث قو سیاه قرار بگیرد و در عین حال ضررهای ناشی از چنان رخدادهای تصادفی را محدود کند. : 207  او به همراه دونالد گمن و هلیت گمن، «هالتر حداکثر آنتروپی» را مدلسازی کردند که شامل «محدود کردن تنها آنچه می‌تواند محدود شود (به روشی مقاوم) و به حداکثر رساندن آنتروپی در جاهای دیگر» است، بر اساس این بینش ای تی جینز که آنتروپی زندگی اقتصادی تحت محدودیت‌های ناشی از مقررات و سایر موارد افزایش می‌یابد. طالب رویکرد مشابه هالتر را به سلامتی و ورزش نیز اعمال می‌کند. او توصیه می‌کند به جای اینکه روزانه ورزش مرتب و متوسط انجام دهید، بهتر است بیشتر اوقات یک تمرین کم‌تحرک مانند پیاده‌روی آرام را انجام دهید، در حالی که گاهی اوقات به تلاش شدید بپردازید. او ادعا می‌کند که بدن انسان تکامل پیدا کرده تا در محیطی تصادفی با غیرمنتظره‌های گوناگون ولی تلاش شدید و استراحت بسیار زندگی کند.
وی به عنوان مهمان ویژه در گزارش رون پل آزادی در ۱۹ مه ۲۰۱۷ ظاهر شد و حمایت خود را از سیاست خارجی غیر مداخله گر اظهار داشت. طالب بعداً با ران پاول و رالف نادر در برنامه‌های هر یک در حمایت از کتاب پوست در بازی ظاهر شد، کتابی که به هر دو نفر آنها اختصاص یافته بود.
طالب در کتاب پادشکننده و در مقالات علمی نوشت که اگر ساختار آماری از عادات در جامعه مدرن متفاوت خیلی تا حد زیادی نسبت به محیط زیست آبا و اجدادی بشریت تغییر کند، تجزیه و تحلیل مصرف باید کمتر بر ترکیب و بیشتر بر روی بسامد تمرکز کند. به عبارت دیگر، مطالعاتی که ماهیت تصادفی تأمین مواد مغذی را نادیده گرفته، معتبر نیستند.
طالب مقاله ای را با یانر بار-یام و جان نورمن به نام خطر ابتلا به بیماری همه گیر از طریق عوامل بیماری‌زایی جدید - کوروناویروس: یک یادداشت نوشت. این مقاله که در تاریخ ۲۶ ژانویه منتشر شد این موضع را داشت که SARS-CoV-2 به اندازه کافی توسط سیاست گذاران و متخصصان پزشکی جدی گرفته نمی‌شود.

## آثار اصلی

### کتاب‌ها

#### اینسرتو
اینسرتو مجموعه آثاری از نسیم طالب راجع به مدیریت ریسک و عدم قطعیت است. این مجموعه در ۲۰۱۶ به صورت یک بسته چهار جلدی بسته‌بندی شدشابک ‎۹۷۸–۰۳۹۹۵۹۰۴۵۰. کتاب پنجمی، Skin in the Game, در فوریه  منتشر شد۲۰۱۸. در ژوییه ۲۰۱۹ این کتاب هم با چهار کتاب قبلی به عنوان اینسرتو (نسخه دولوکس) عرضه شد شابک ‎۹۷۸–۱۹۸۴۸۱۹۸۱۹.
- Fooled by Randomness: The Hidden Role of Chance in Life and in the Markets. New York: راندوم هاوس. 2001. ISBN 978-0-8129-7521-5. {{cite book}}: Cite has empty unknown parameter: |1= (help); Unknown parameter |titlelink= ignored (|title-link= suggested) (help) Second ed. , 2005. شابک ‎۱−۵۸۷۹۹−۱۹۰-X.
- The Black Swan: The Impact of the Highly Improbable. New York: راندوم هاوس and کتاب‌های پنگوئن. 2007. ISBN 978-1-4000-6351-2. {{cite book}}: Unknown parameter |titlelink= ignored (|title-link= suggested) (help) Expanded 2nd ed, 2010 شابک ‎۹۷۸–۰۸۱۲۹۷۳۸۱۵.
- The Bed of Procrustes: Philosophical and Practical Aphorisms. New York: راندوم هاوس. 2010. ISBN 978-1-4000-6997-2. {{cite book}}: Unknown parameter |titlelink= ignored (|title-link= suggested) (help) Expanded 2nd ed, 2016 شابک ‎۹۷۸–۰۸۱۲۹۸۲۴۰۴.
- -9781400067824 Antifragile: Things That Gain from Disorder. New York: راندوم هاوس. 2012. ISBN 978-1-4000-6782-4. {{cite book}}: Check |url= value (help); Unknown parameter |titlelink= ignored (|title-link= suggested) (help)
- Skin in the Game: Hidden Asymmetries in Daily Life. New York: راندوم هاوس. 2018. ISBN 978-0-425-28462-9. {{cite book}}: Unknown parameter |titlelink= ignored (|title-link= suggested) (help) (This book was not published with the original bundling of the Incerto series.)

#### غیره
- Dynamic Hedging: Managing Vanilla and Exotic Options. New York: جان وایلی و پسران. 1997. ISBN 978-0-471-15280-4.
- Taleb, Nassim Nicholas; Cirillo, Pasquale (2018). The Logic and Statistics of Fat Tails. London: کتاب‌های پنگوئن. ISBN 978-0-14-198836-8. {{cite book}}: Cite has empty unknown parameter: |1= (help)
- Statistical Consequences of Fat Tails: Real World Preasymptotics, Epistemology, and Applications. STEM Academic Press. 2020. ISBN 978-1-5445-0805-4.

### گزیده مقالات
- Taleb, N. N.; Douady, R. (2013). "Mathematical definition, mapping, and detection of (anti)fragility". Quantitative Finance. 13 (11): 1677–1689. arXiv:1208.1189. doi:10.1080/14697688.2013.800219.
- Taleb, N. N. (2015). "Unique Option Pricing Measure with neither Dynamic Hedging nor Complete Markets". European Financial Management. 21 (2): 228–235. doi:10.1111/eufm.12055.
- Geman, D.; Geman, H.; Taleb, N. N. (2015). "Tail Risk Constraints and Maximum Entropy". Entropy. 17 (6): 1–14. arXiv:1412.7647. Bibcode:2015Entrp..17.3724G. doi:10.3390/e17063724.
- Taleb, N. N.; Douady, R. (2015). "On the Super-Additivity and Estimation Biases of Quantile Contributions". فیزیکا. 429: 252–260. arXiv:1405.1791. Bibcode:2015PhyA..429..252T. doi:10.1016/j.physa.2015.02.038.
- Cirillo, P.; Taleb, N. N. (2016). "On the tail risk of violent conflict and its underestimation". فیزیکا. 452: 29–45. arXiv:1505.04722. Bibcode:2016PhyA..452...29C. doi:10.1016/j.physa.2016.01.050.
- Taleb, N. N. (2018). "Election predictions as martingales: an arbitrage approach". Quantitative Finance. 452 (1): 1–5. arXiv:1703.06351. doi:10.1080/14697688.2017.1395230.
- Taleb, N. N. (2018). "How much data do you need? An operational, pre-asymptotic metric for fat-tailedness". International Journal of Forecasting. 35 (2): 677–686. arXiv:1802.05495. doi:10.1016/j.ijforecast.2018.10.003.